# Bullfight Tag-Team Championship

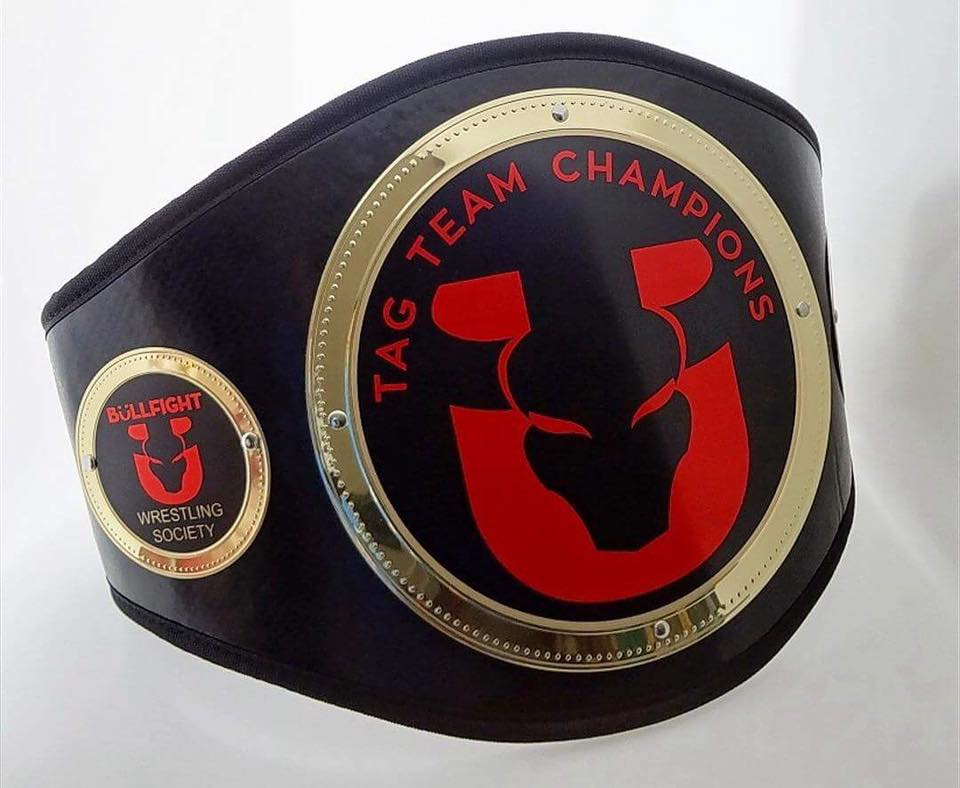
Bullfight Tag-Team Championship

I Bullfight Tag-Team Championship sono i titoli di coppia della Bullfight Wrestling Society, promotion italiana di wrestling. Quest'ultimi sono stati introdotti durante il primo evento della federazione, tenutosi in data 24 Settembre 2016, con la vittoria di Kronos ed Entertrainer, gli HeadHunters, che sono attualmente ancora i campioni in carica.

## Albo d'oro
| Vincitori       | Data       | Show                               | Giorni da campioni  |
| --------------- | ---------- | ---------------------------------- | ------------------- |
| The HeadHunters | 24/09/2016 | BWS I - I'ts a Long Way to the Top | 534 (agg. 11/03/18) |

## Match validi per i Bullfight Tag-Team Championship
| Match                                                                                     | Data                                  | Minutaggio   |
| ----------------------------------------------------------------------------------------- | ------------------------------------- | ------------ |
| Triple Threat Elimination Match: HeadHunters defeats Leon & Narciso and Cage & Buttafuori | 24/09/16 (It's a Long Way to the Top) | 19.25 minuti |
| Tag-Team Match: HeadHunters (c) defeats Ashley Dunn & Chris Tyler                         | 10/10/17 (Cut the Cord)               | 13.35 minuti |
| Handicap Match: Entertrainer (c) defeat Leon & Narciso                                    | 25/11/2017 (RSWP Die & Rise)          | TBA          |
| Tag-Team Match: HeadHunters (c) vs Urban Guerrila                                         | 24/03/18 (Hail to the King)           | TBA          |